# Alex Collins
Alex Collins (Fort Lauderdale, 26 agosto 1994 – Lauderdale Lakes, 13 agosto 2023) è stato un giocatore di football americano statunitense che ha militato nel ruolo di running back nell National Football League (NFL) e nella United States Football League (USFL).

## Carriera universitaria
Collins al college giocò con i Arkansas Razorbacks dal 2011 al 2015. Nella prima stagione fu premiato come freshman dell'anno della Southeastern Conference (SEC). Chiuse la carriera universitaria al secondo posto della storia dell'istituto per yard corse dietro a Darren McFadden.

## Carriera professionistica

### Seattle Seahawks
Collins fu scelto nel corso del quinto giro (171º assoluto) del Draft NFL 2016 dai Seattle Seahawks. Debuttò come professionista subentrando nella gara del secondo turno contro i Los Angeles Rams correndo due volte senza guadagnare alcuna yard. Nella settimana 6, nella vittoria sugli Atlanta Falcons segnò il primo touchdown in carriera su una corsa da 2 yard. La sua stagione da rookie si chiuse con 125 yard corse e un TD in 11 presenze, nessuna delle quali come titolare.

### Baltimore Ravens
Dopo essere stato svincolato, il 3 settembre 2017 Collins firmò con la squadra di allenamento dei Baltimore Ravens. Promosso nel roster attivo il 16 settembre, nell'ottavo turno contro i Miami Dolphins guidò la squadra con 113 yard corse e altre 30 ricevute nella vittoria per 40-0. La sua annata si chiuse guidando la squadra con 973 yard corse e segnò 6 touchdown.

### Ritorno a Seattle
Il 4 novembre 2020, Collins firmò con la squadra di allenamento dei Seattle Seahawks. Fu promosso nel roster attivo prima della gara della settimana 10 contro i Los Angeles Rams e in quella partita segnò un touchdown.

### Morte
Collins è morto nell'estate del 2023, in un incidente stradale avvenuto in Florida, dopo essere stato speronato con la sua motocicletta da un SUV.